# Premio Pulitzer per la miglior vignetta editoriale
Il premio Pulitzer per la miglior vignetta editoriale (Pulitzer Prize for Editorial Cartooning) è uno dei quattordici premi Pulitzer per il giornalismo che vengono conferiti ogni anno in America. Viene assegnato a un fumetto o una striscia satirica che si siano distinti per originalità, efficacia, qualità del disegno o effetto pittorico.
Assegnato a partire dal 1922, dal 1980 vengono annunciati anche i nomi dei finalisti, di solito due oltre al vincitore.

## Albo d'oro

### Anni 1920
- 1922: Rollin Kirby, New York World, per 'On the Road to Moscow'
- 1923: non assegnato
- 1924: Jay Norwood "Ding" Darling, The Des Moines Register and Tribune, per 'In Good Old USA'
- 1925: Rollin Kirby, New York World, per 'News from the Outside World'
- 1926: D. R. Fitzpatrick, St. Louis Post-Dispatch, per 'The Laws of Moses and the Laws of Today'
- 1927: Nelson Harding, Brooklyn Daily Eagle, per 'Toppling the Idol'
- 1928: Nelson Harding, Brooklyn Daily Eagle, per 'May His Shadow Never Grow Less'
- 1929: Rollin Kirby, New York World, per 'Tammany'

### Anni 1930
- 1930: Charles R. Macauley, Brooklyn Daily Eagle, per 'Paying for a Dead Horse'
- 1931: Edmund Duffy, The Baltimore Sun, per 'An Old Struggle Still Going On'
- 1932: John T. McCutcheon, Chicago Tribune, per 'A Wise Economist Asks a Question'
- 1933: H. M. Talburt, The Washington Daily News, per 'The Light of Asia'
- 1934: Edmund Duffy, The Baltimore Sun, per 'California Points with Pride!'
- 1935: Ross A. Lewis, Milwaukee Journal, per 'Sure, I'll Work for Both Sides'
- 1936: non assegnato
- 1937: C. D. Batchelor, New York Daily News, per 'Come on in, I'll treat you right. I used to know your Daddy'
- 1938: Vaughn Shoemaker, Chicago Daily News, per 'The Road Back'
- 1939: Charles Werner, The Daily Oklahoman, per 'Nomination for 1938'

### Anni 1940
- 1940: Edmund Duffy, The Baltimore Sun, per 'The Outstretched Hand'
- 1941: Jacob Burck, Chicago Daily Times, per 'If I Should Die Before I Wake'
- 1942: Herbert Lawrence Block (Herblock), Newspaper Enterprise Association, per 'British Plane'
- 1943: Jay Norwood "Ding" Darling, The Des Moines Register and Tribune, per 'What a Place For a Waste Paper Salvage Campaign'
- 1944: Clifford K. Berryman, Evening Star (Washington D.C.), per 'Where Is the Boat Going?'
- 1945: Sergeant Bill Mauldin, United Features Syndicate, per 'Up Front With Mauldin'
- 1946: Bruce Alexander Russell, Los Angeles Times, per 'Time to Bridge That Gulch'
- 1947: Vaughn Shoemaker, Chicago Daily News, per 'Still Racing His Shadow'
- 1948: Reuben L. Goldberg, New York Sun, per 'Peace Today'
- 1949: Lute Pease, Newark Evening News, per 'Who Me?'

### Anni 1950
- 1950: James T. Berryman, Evening Star (Washington D.C.), per 'All Set for a Super-Secret Session in Washington'
- 1951: Reg Manning|Reg (Reginald W.) Manning, Arizona Republic, per 'Hats'
- 1952: Fred L. Packer, New York Daily Mirror, per 'Your Editors Ought to Have More Sense Than to Print What I Say!'
- 1953: Edward D. Kuekes, The Plain Dealer, per 'Aftermath'
- 1954: Herbert Lawrence Block (Herblock), The Washington Post & Times-Herald
- 1955: Daniel R. Fitzpatrick, St. Louis Post-Dispatch
- 1956: Robert York, Louisville Times, per 'Achilles'
- 1957: Tom Little, Nashville Tennessean, per 'Wonder Why My Parents Didn't Give Me Salk Shots?'
- 1958: Bruce Shanks, Buffalo Evening News, per 'The Thinker'
- 1959: Bill Mauldin, St. Louis Post-Dispatch, per 'I won the Nobel Prize for Literature. What was your crime?'

### Anni 1960
- 1960: non assegnato
- 1961: Carey Orr, Chicago Tribune, per 'The Kindly Tiger'
- 1962: Edmund S. Valtman, Hartford Times, per 'What You Need, Man, Is a Revolution Like Mine'
- 1963: Frank Miller, The Des Moines Register
- 1964: Paul Conrad, The Denver Post, per i suoi editoriali in vignetta del 1963
- 1965: non assegnato
- 1966: Don Wright, The Miami News, per 'You Mean You Were Bluffing?'
- 1967: Patrick B. Oliphant, The Denver Post, per 'They Won't Get Us To The Conference Table ... Will They?'
- 1968: Eugene Payne, Charlotte Observer, per i suoi editoriali in vignetta del 1967
- 1969: John Fischetti, Chicago Daily News, per i suoi editoriali in vignetta del 1968

### Anni 1970
- 1970: Thomas F. Darcy, Newsday, per i suoi editoriali in vignetta del 1969
- 1971: Paul Conrad, Los Angeles Times, per i suoi editoriali in vignetta del 1970
- 1972: Jeff MacNelly, Richmond News-Leader, per i suoi editoriali in vignetta del 1971
- 1973: non assegnato
- 1974: Paul Szep, The Boston Globe, per i suoi editoriali in vignetta del 1973
- 1975: Garry Trudeau, Universal Press Syndicate, per Doonesbury
- 1976: Tony Auth, The Philadelphia Inquirer, per 'O beautiful for spacious skies, For amber waves of grain'
- 1977: Paul Szep, The Boston Globe
- 1978: Jeff MacNelly, Richmond News Leader
- 1979: Herbert Lawrence Block, The Washington Post, per l'intero corpo del suo lavoro

### Anni 1980
- 1980: Don Wright, The Miami News
- 1981: Mike Peters, Dayton Daily News
- 1982: Ben Sargent, Austin American-Statesman
- 1983: Dick Locher, Chicago Tribune
- 1984: Paul Conrad, Los Angeles Times
- 1985: Jeff MacNelly, Chicago Tribune
- 1986: Jules Feiffer, The Village Voice
- 1987: Berke Breathed, Washington Post Writers Group
- 1988: Doug Marlette, Atlanta Constitution e Charlotte Observer
- 1989: Jack Higgins, Chicago Sun-Times

### Anni 1990
- 1990: Tom Toles, The Buffalo News, per 'First Amendment'
- 1991: Jim Borgman, Cincinnati Enquirer
- 1992: Signe Wilkinson, Philadelphia Daily News
- 1993: Steve Benson, Arizona Republic
- 1994: Michael Ramirez, The Commercial Appeal
- 1995: Mike Luckovich, Atlanta Constitution
- 1996: Jim Morin, The Miami Herald
- 1997: Walt Handelsman, Times-Picayune
- 1998: Steve Breen, Asbury Park Press
- 1999: David Horsey, Seattle Post-Intelligencer

### Anni 2000
- 2000: Joel Pett, Lexington Herald-Leader
- 2001: Ann Telnaes, Los Angeles Times Syndicate
- 2002: Clay Bennett, Christian Science Monitor
- 2003: David Horsey, Seattle Post-Intelligencer
- 2004: Matt Davies, The Journal News
- 2005: Nick Anderson,  Courier-Journal, Louisville
- 2006: Mike Luckovich del Atlanta Journal-Constitution
- 2007: Walt Handelsman del Newsday
- 2008: Michael Ramirez del Investor's Business Daily
- 2009: Steve Breen, San Diego Union-Tribune

### Anni 2010
- 2010: Mark Fiore, SFGate.com
- 2011: Mike Keefe, The Denver Post
- 2012: Matt Wuerker, Politico
- 2013: Steve Sack, Star Tribune
- 2014: Kevin Siers, The Charlotte Observer
- 2015: Adam Zyglis, The Buffalo News
- 2016: Jack Ohman, The Sacramento Bee
- 2017: Jim Morin, Miami Herald
- 2018: Jake Halpern e Michael Sloan, The New York Times
- 2019: Darrin Bell, freelance

### Anni 2020
- 2020: Barry Blitt, The New Yorker
- 2021: Non assegnato
- 2022: Fahmida Azim, Anthony Del Col, Walt Hickey e Josh Adams, Insider
- 2023: Mona Chalabi, The New York Times
- 2024: Medar de la Cruz, The New Yorker